# Москаленко, Михаил Захарович
Михаил Захарович Москаленко (25 июля 1898, Ходоров, Киевская губерния — 30 июля 1985, Москва) — деятель советского ВМФ, командир Ленинградской военно-морской базы (1942 год), вице-адмирал (1951 год), участник Великой Отечественной войны.

## Биография
В 1914—1915 годах сначала учился в Школе юнг Черноморского флота, а затем в Минной школе в Севастополе. С 1916 года служил матросом-электриком, унтер-офицером на крейсере «Кагул».
В годы Гражданской войны продолжал службу на КР «Кагул». Электрик ЛК «Свободная Россия», ЭМ «Калиакрия». Участвовал в затоплении кораблей Черноморского флота в Новороссийске (1918). Член ВКП(б) с 1918 года. Ст. писарь штаба ВВФ, Южного речного отряда судов ВКВФ, участвовал в боях против белочехов и войск адмирала А. В. Колчака, командир пулеметного взвода при подавлении эсеровского восстания в Астрахани в марте 1919, в боевых действиях против английских интервентов и войск генерала П. Н. Врангеля на Черноаз в 1920, на Каспийском море в составе дивизиона катеров-истребителей в качестве зав. хоз. частью флотилии. Вахтенный начальник ТЩ «Красный командир» (3.1923-5.1924).
В 1925 году назначен флаг-секретарем Реввоенсовета Морских сил Чёрного и Азовского морей.
В 1926 году был штурманом на плавбазе «Красный моряк». В 1927 году окончил штурманский класс Специальных курсов командного состава ВМС РККА и назначен штурманом на эскадренный миноносец «Петровский». С 1928 года — вновь флаг-секретарь Реввоенсовета Морских сил Чёрного и Азовского морей.
В 1929 году — помощник командира эскадренного миноносца «Незаможник», с марта 1931 года — командир и комиссар эскадренного миноносца «Фрунзе», а с 1933 года — крейсера «Профинтерн» Морских сил Чёрного и Азовского морей. В ноябре 1935 года назначен начальником отдела боевой подготовки штаба Черноморского флота.
В 1938 году кончил Курсы усовершенствования командного состав при Военно-морской академии им. К. Е. Ворошилова и назначен заместителем председателя Постоянной приемной комиссии при Наркомате ВМФ.
С 1940 года — начальник штаба эскадры Черноморского флота. В 1941 году окончил Курсы усовершенствования высшего начальствующего состава при Военно-морской академии им. К. Е. Ворошилова.
С 1941 года — командир линейного корабля «Октябрьская Революция», а с июня 1942 года — командир Ленинградской военно-морской базы. С августа 1942 года — начальник штаба эскадры Балтийского флота, затем начальник Управления делами Наркомата ВМФ.
С 1945 года — командир отряда учебных кораблей Черноморского флота.
С 1949 года — заместитель председателя, а затем председатель Постоянной комиссии государственной приемки малых надводных кораблей.
С 1951 года — начальник Управления государственной приемки кораблей ВМФ. С 1960 года — в отставке.
Умер 30 июля 1985 года. Похоронен на Ваганьковском кладбище.

## Награды
Награждён орденом Ленина, 3 орденами Красного Знамени, орденом Нахимова 2-й степени, 3 орденами Отечественной войны 1-й степени, орденом Красной Звезды, медалями, знаком «50 лет пребывания в КПСС».